# Estádio Américo Montanini
O Estádio Américo Montanini (anteriormente conhecido como Alfonso López) é um estádio de futebol localizado na cidade de Bucaramanga, na Colômbia.
É a casa do clube de futebol Atlético Bucaramanga, da 1ª Divisão do Campeonato Colombiano de Futebol.
Em 2006, foi instalado um gramado sintético no estádio.
O nome do estádio foi alterado, em homenagem ao jogador de futebol José Américo Montanini Ruetti. O nome do estádio foi alterado em 11 de junho de 2024.

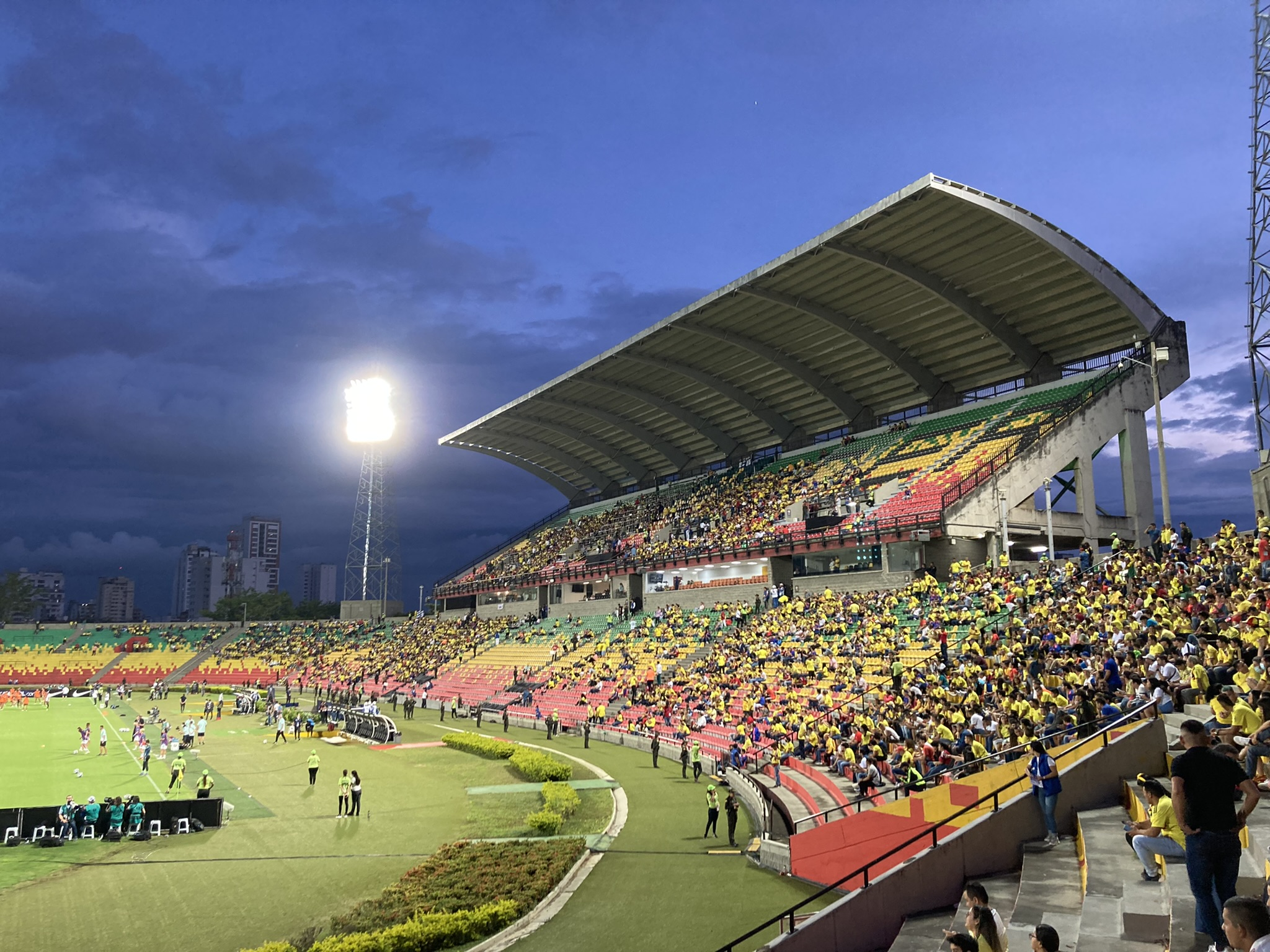
Estádio Américo Montanini

## Inauguração
Foi inaugurado em 1941, visando o V Juegos Nacionales, e recebeu o nome em homenagem a Alfonso López Pumarejo, presidente da Colômbia nos períodos de 1934 a 1938 e de 1942 até 1945.